# Смолёвки
Смолёвки (лат. Pissodes) — род жуков семейства долгоносиков. Распространены в хвойных лесах Палеарктики и Северной Америки.
Жуки средней величины (5-10,5 мм), с продолговатым телом от бурого до красно-бурого цвета с пятнами и перевязями из жёлтых и нередко беловатых чешуек. Головотрубка средней длины, слабо изогнутая, цилиндрическая. Усики прикреплены у середины головотрубки или немного впереди неё. Переднеспинка поперечная с округлыми впереди боками. Надкрылья продолговатые, параллельно-сторонние. Бёдра без зубцов. Вершины голеней снаружи с зубцом. Личинка желтовато-белая, может достигать длины 16 мм. Личинки развиваются под корой хвойных деревьев и в шишках. Жуки вредят при дополнительном питании в кронах деревьев. При прокладке личинками смолёвок ходов под корой образуется поверхностная «червоточина», которая проникает в древесину на глубину чаще не более 3 мм. Окукливание часто в заболони.

## Виды
- Pissodes castaneus
- Pissodes gyllenhali
- Смолёвка еловая (Pissodes harcyniae)
- Смолёвка точечная (Pissodes notatus)
- Смолёвка пихтовая (Pissodes piceae)
- Смолёвка сосновая (Pissodes pini)
- Смолёвка вершинная сосновая (Pissodes piniphilus)
- Смолёвка еловая пятнистая (Pissodes scabricollis)
- Смолёвка белой сосны (Pissodes strobi)
- Смолёвка сосновых шишек (Pissodes validirostris)